# アドベンチャー・ファミリー
『アドベンチャー・ファミリー』（原題：The Adventures of the Wilderness Family）は、1975年制作のアメリカ合衆国の冒険映画。
大都市ロサンゼルスからロッキーの山中に移住した1組の家族が大自然の中でたくましく生きる姿を描いた作品。

## あらすじ
スキップを主とするロビンソン一家4人は、大都市ロサンゼルスからロッキーの山中にある山小屋に移住した。山での生活はスキップの夢であったし、娘ジェニーの健康を考えて、ジェニーと息子トビーに大自然の中ですくすくと成長してほしいと願ってのことだった。
ある日、ジェニーが高熱を出した。通信機でふもとの町の医者を呼ぼうとしたが、あいにく通信機が故障していたため、スキップはカヌーで川を下り町へ向かうことに。しかし、天候が急変し、強風と濁流にもまれて悪戦苦闘する。その頃、山小屋に以前仲間のブーマー爺さんが忠告していた、凶暴な人喰いグマが現れる。

## キャスト
| 役名                 | 俳優                       | 日本語吹替                     | 日本語吹替                         | 日本語吹替                     | 日本語吹替 | 日本語吹替 |  |
| 役名                 | 俳優                       | テレビ朝日版                   | 日本テレビ版                       | NHK-BS2版                      | VHS版      | 機内上映版 |  |
| -------------------- | -------------------------- | ------------------------------ | ---------------------------------- | ------------------------------ | ---------- | ---------- |  |
| スキップ・ロビンソン | ロバート・F・ローガン      | 柴田侊彦                       | 石田太郎                           | てらそままさき                 | 堀勝之祐   | 柴田侊彦   |  |
| パット・ロビンソン   | スーザン・D・ショウ        | 池田昌子                       | 浅井淑子                           | 山像かおり                     |            |            |  |
| ジェニー・ロビンソン | ホリー・ホルムズ           | 冨永みーな                     |                                    | 菊池こころ                     |            |            |  |
| トビー・ロビンソン   | ハム・ラーセン             | 難波克弘                       |                                    | 大久保祥太郎                   |            |            |  |
| 医者(1)              | ジョン・F・ゴフ            | 阪脩                           |                                    |                                |            |            |  |
| 医者(2)              | ハーバート・F・ネルソン    | 高桐真                         |                                    |                                |            |            |  |
| パイロット           | ウィリアム・コーンフォード | 上田敏也                       |                                    |                                |            |            |  |
| じいさん             | ジョージ・フラワー         | 八木光生                       |                                    |                                |            |            |  |
|                      |                            |                                |                                    |                                |            |            |  |
| 演出                 | 演出                       | 山田悦司                       |                                    |                                |            |            |  |
| 翻訳                 | 翻訳                       | 山田小枝子                     |                                    |                                |            |            |  |
| 効果                 | 効果                       | 大野義信                       |                                    |                                |            |            |  |
| 調整                 | 調整                       | 山田太平                       |                                    |                                |            |            |  |
| 制作                 | 制作                       | ニュージャパンフィルム         |                                    |                                |            |            |  |
| 解説                 | 解説                       | 淀川長治                       |                                    |                                |            |            |  |
| 初回放送             | 初回放送                   | 1979年4月22日 『日曜洋画劇場』 | 1982年1月13日 『水曜ロードショー』 | 2007年4月24日 『衛星映画劇場』 |            |            |  |

## 続編
- 続アドベンチャー・ファミリー/白銀を越えて（1978年）
- 新アドベンチャー・ファミリー/最後の旅（1979年）

## その他
テレビドラマ『北の国から』は、映画『キタキツネ物語』と本作にヒントを得て制作された。